# Vrillage
 (septembre 2015).
Si vous disposez d'ouvrages ou d'articles de référence ou si vous connaissez des sites web de qualité traitant du thème abordé ici, merci de compléter l'article en donnant les références utiles à sa vérifiabilité et en les liant à la section « Notes et références ».
En mécanique des fluides, le vrillage est la variation de calage des profils d'une aile ou d'une pale le long de son envergure.
- Vrillage négatif d'une aile : le calage diminue de l'emplanture à l'extrémité.

- Vrillage négatif d'une pale : le calage diminue du pied de pale au bout de pale.